# West Salem (Wisconsin)
West Salem ist eine Gemeinde (mit dem Status „Village“) im La Crosse County im US-amerikanischen Bundesstaat Wisconsin. Im Jahr 2010 hatte West Salem 4799 Einwohner.
West Salem ist Bestandteil der bundesstaatenübergreifenden Metropolregion La Crosse Metropolitan Area.

## Geografie
West Salem liegt am südlichen Ufer zum Lake Neshonoc aufgestauten La Crosse River, der rund 20 km westsüdwestlich in den die Grenze zu Minnesota bildenden Mississippi mündet. Der am Mississippi gelegene Schnittpunkt der drei Bundesstaaten Wisconsin, Minnesota und Iowa befindet sich 53 km südsüdwestlich.
West Salem liegt in der Driftless Area genannten eiszeitlich geformten Region, die sich über das südöstliche Minnesota, das südwestliche Wisconsin, das nordöstliche Iowa und das äußerste nordwestliche Illinois erstreckt. Bei der letzten Eiszeit, der so genannten Wisconsin Glaciation, blieb die Region eisfrei, sodass sich die Flusstäler auch während dieser Zeit tiefer in das Plateau einschneiden konnten.
Die geografischen Koordinaten von West Salem sind 43°53′57″ nördlicher Breite und 91°04′52″ westlicher Länge. Das Stadtgebiet erstreckt sich über eine Fläche von 8,1 km².
Nachbarorte von West Salem sind Mindoro (16,1 km nördlich), Burns (12 km nordöstlich), Bangor (8,1 km östlich), La Crosse (20,1 km südwestlich), Onalaska (13,8 km westlich) und Holmen (19,5 km nordwestlich).
Die nächstgelegenen größeren Städte sind Green Bay am Michigansee (303 km ostnordöstlich), Wisconsins größte Stadt Milwaukee (318 km ostsüdöstlich), Wisconsins Hauptstadt Madison (211 km südöstlich), Rockford in Illinois (317 km in der gleichen Richtung), die Quad Cities in Illinois und Iowa (313 km südlich), Cedar Rapids in Iowa (274 km südsüdwestlich), Rochester in Minnesota (133 km westlich) und die Twin Cities in Minnesota (252 km nordwestlich).

## Verkehr
Die Interstate 90 verläuft in West-Ost-Richtung entlang der südlichen Ortsgrenze. Der Wisconsin State Highway 16 führt als Hauptstraße durch West Salem, bevor er den Ort in  nordöstlicher Richtung verlässt. Alle weiteren Straßen sind untergeordnete Landstraßen, teils unbefestigte Fahrwege sowie innerörtliche Verbindungsstraßen.
Entlang des La Crosse River verläuft für den Frachtverkehr eine Eisenbahnlinie der Canadian Pacific Railway.
Durch West Salem verläuft der La Crosse River State Trail, ein auf der Trasse einer ehemaligen Eisenbahnstrecke verlaufender Rail Trail für Wanderer und Radfahrer. Im Winter kann der Wanderweg auch mit Schneemobilen befahren werden.
Der nächste Flughafen ist der La Crosse Regional Airport, der 20,3 km westlich liegt.

## Bevölkerung
Nach der Volkszählung im Jahr 2010 lebten in West Salem 4799 Menschen in 1831 Haushalten. Die Bevölkerungsdichte betrug 538,6 Einwohner pro Quadratkilometer. In den 1831 Haushalten lebten statistisch je 2,48 Personen.
Ethnisch betrachtet setzte sich die Bevölkerung zusammen aus 96,7 Prozent Weißen, 0,4 Prozent Afroamerikanern, 0,6 Prozent amerikanischen Ureinwohnern, 0,7 Prozent Asiaten sowie 0,3 Prozent aus anderen ethnischen Gruppen; 1,3 Prozent stammten von zwei oder mehr Ethnien ab. Unabhängig von der ethnischen Zugehörigkeit waren 1,2 Prozent der Bevölkerung spanischer oder lateinamerikanischer Abstammung.
26,0 Prozent der Bevölkerung waren unter 18 Jahre alt, 58,1 Prozent waren zwischen 18 und 64 und 15,9 Prozent waren 65 Jahre oder älter. 52,6 Prozent der Bevölkerung war weiblich.
Das mittlere jährliche Einkommen eines Haushalts lag bei 52.670 USD. Das Pro-Kopf-Einkommen betrug 23.839 USD. 4,2 Prozent der Einwohner lebten unterhalb der Armutsgrenze.

## Bekannte Bewohner

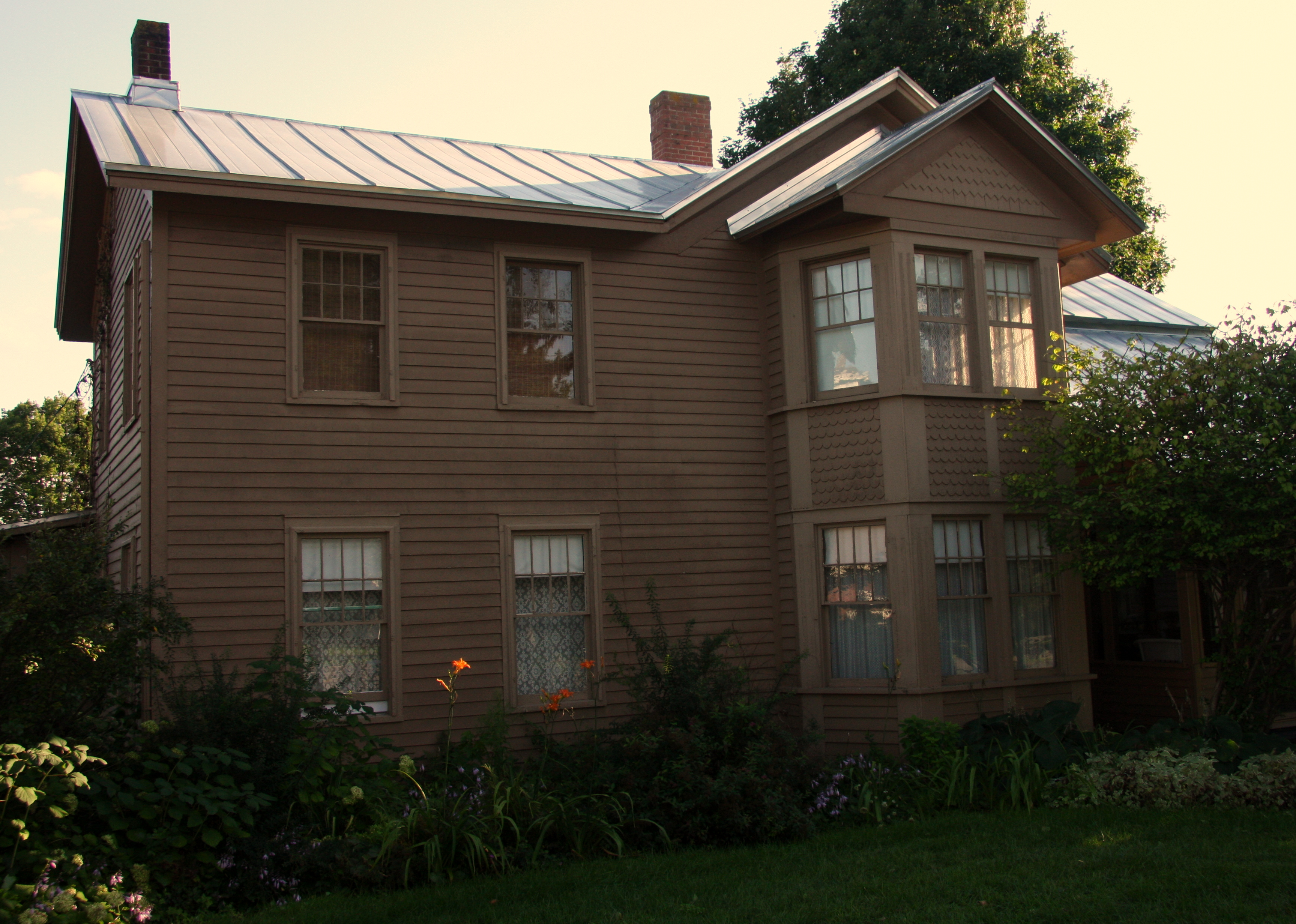
Das Hamlin Garlin House in West Salem, seit 1971 im NRHP gelistet

- Frank P. Coburn (1858–1932) – demokratischer Abgeordneter des US-Repräsentantenhauses – geboren und aufgewachsen in West Salem[6]
- Hamlin Garland (1860–1940) – Schriftsteller – geboren und aufgewachsen in West Salem[7]
- Harry W. Griswold (1886–1939) – republikanischer Abgeordneter des US-Repräsentantenhauses – geboren und aufgewachsen in West Salem[8]
- Jay L. Johnson (* 1946) – ehemaliger Admiral – in West Salem aufgewachsen[9]